# Чивителла-Казанова
Чивителла-Казанова (итал. Civitella Casanova) — коммуна в Италии, расположена в регионе Абруццо, подчиняется административному центру Пескара.
Население составляет 2057 человек, плотность населения составляет 66 чел./км². Занимает площадь 31 км². Почтовый индекс — 65010. Телефонный код — 085.
Покровительницей коммуны почитается Пресвятая Богородица (Madonna delle Grazie), празднование на Троицын день, Духов день и в последующий вторник.